# 財政部南區國稅局
財政部南區國稅局，是中華民國財政部在臺灣南部設置的稅務機構，並在各主要行政區內設立分局與稽徵所；服務項目有綜合所得稅、營利事業所得稅、營業稅、遺產及贈與稅、貨物稅、菸酒稅、證券交易稅、稅務行政、期貨交易稅。南區國稅局管轄嘉義縣、嘉義市、臺南市、屏東縣、臺東縣、澎湖縣等6直轄市及縣、市。

## 沿革
- 81年7月1日，奉行政院核定，收回委辦臺灣省代徵之國稅，設臺灣省南區國稅局，總局設於臺南市西門路，正式辦理臺灣省各地區國稅局稽徵業務。
- 84年7月1日，總局遷移至臺南市北區富北街7號。
- 92年1月1日，原由各縣市政府所屬稅捐稽徵處代徵之營業稅移撥國稅局徵收。
- 配合縣市(合併)改制及組織調整，102年1月1日更名為財政部南區國稅局。
- 112年1月16日，配合政府組織調整，內部單位由10「科」整併為6「組」。
- 本局服務區域包括嘉義縣、嘉義市、臺南市、屏東縣、臺東縣、澎湖縣等6縣市，轄區內設7個分局7個稽徵所，執行稽徵及服務業務。

歷任局長
1. .楊重華(台灣)
2. .王得山
3. .林吉昌
4. .許虞哲
5. .朱正雄
6. .邱政茂
7. .許春安
8. .洪吉山
9. .蔡碧珍
10. .盧貞秀
11. .李雅晶

## 組織架構

### 總局
- 局長
- 副局長
- 主任秘書
- 監察室
- 秘書室
- 政風室
- 人事室
- 主計室
- 綜合行政組
- 徵收及資訊組
- 法務組
- 營所稅組
- 綜所遺贈稅組
- 銷售稅組

### 分局、稽徵所及其轄區
嘉義縣
- 嘉義縣分局：太保市、番路鄉、水上鄉、中埔鄉、大埔鄉、阿里山鄉、朴子市、布袋鎮、義竹鄉、鹿草鄉、六腳鄉、東石鄉
- 民雄稽徵所：民雄鄉、大林鎮、竹崎鄉、溪口鄉、梅山鄉、新港鄉

嘉義市
- 嘉義市分局：嘉義市全市

臺南市
- 新營分局：新營區、白河區、鹽水區、善化區、後壁區、東山區、柳營區、六甲區、官田區、下營區、大內區
- 臺南分局：北區、南區、東區、中西區、安平區
- 安南稽徵所：安南區
- 佳里稽徵所：佳里區、麻豆區、學甲區、北門區、西港區、七股區、 將軍區、安定區
- 新化稽徵所：新化區、新市區、永康區、仁德區、歸仁區、關廟區、 龍崎區、左鎮區、南化區、楠西區、玉井區、山上區

屏東縣
- 屏東分局：屏東市、九如鄉、里港鄉、高樹鄉、鹽埔鄉、長治鄉、麟洛鄉、萬丹鄉、瑪家鄉、三地門鄉、霧台鄉
- 東港稽徵所：東港鎮、新園鄉、崁頂鄉、南州鄉、琉球鄉、林邊鄉、佳冬鄉
- 潮州稽徵所：潮州鎮、內埔鄉、竹田鄉、萬巒鄉、新埤鄉、枋寮鄉、來義鄉、泰武鄉、春日鄉
- 恆春稽徵所：恆春鎮、車城鄉、枋山鄉、滿州鄉、牡丹鄉、獅子鄉

臺東縣
- 臺東分局：臺東縣全縣

澎湖縣
- 澎湖分局：澎湖縣全縣

## 外部連結
- 財政部南區國稅局 （页面存档备份，存于）（繁體中文）（英文）